# Alvin E. Roth
Alvin E. Roth (Nueva York, 18 de diciembre de 1951) es un economista estadounidense. 
Es catedrático universitario en Stanford e investiga la teoría de los juegos y la economía experimental, fue laureado con el Premio del Banco de Suecia en Ciencias Económicas en memoria de Alfred Nobel en 2012, conjuntamente con Lloyd Shapley, por la teoría sobre la asignación estable y la práctica del diseño de mercados. 
En 2013 colaboró con el Athletic Club en la elección del método de asignación de localidades a los socios en el nuevo campo de San Mamés. Es académico correspondiente de la Real Academia de Ciencias Económicas y Financieras de España. Es profesor de economía de la Cátedra Craig y Susan McCaw en la Universidad de Stanford y profesor emérito de economía y administración de empresas de la Cátedra Gund en la Universidad de Harvard. Es el presidente de la American Economics Association durante 2017.

## Biografía
Alvin Roth se graduó de la Escuela de Ingeniería y Ciencias Aplicadas de la Universidad de Columbia en 1971 con una licenciatura en Investigación de Operaciones. Luego se trasladó a la Universidad de Stanford, recibiendo allí tanto su maestría como su doctorado, también en Investigación de Operaciones en 1973 y 1974, respectivamente.
Después de dejar Stanford, Roth fue a enseñar en la Universidad de Illinois en Urbana-Champaign, que dejó en 1982 para convertirse en el profesor de economía de la Cátedra Andrew W. Mellon en la Universidad de Pittsburgh. Mientras estuvo en Pitt, también se desempeñó como becario en el Centro de Filosofía de la Ciencia de la universidad y como profesor en la Escuela de Negocios Katz. En 1998, Roth se incorporó a la Facultad de Economía de Harvard, donde permaneció hasta que decidió regresar a Stanford en 2012. En 2013, se convirtió en miembro de pleno derecho de la facultad de Stanford y tomó el status de profesor emérito en Harvard.
Roth es un colaborador de Alfred P. Sloan, compañero de Guggenheim y miembro de la Academia Americana de Artes y Ciencias. También es miembro de la Oficina Nacional de Investigación Económica (NBER) y la Sociedad Econométrica. En 2013, Roth, Shapley y David Gale ganaron un Golden Goose Award por su trabajo en el diseño del mercado. Una colección de documentos de Roth se encuentra en la Biblioteca Rubenstein en la Universidad de Duke.

## Trabajos
Roth ha trabajado en los campos de la teoría de juegos, el diseño del mercado y la economía experimental. En particular, ayudó a rediseñar los mecanismos para seleccionar a los residentes médicos, a las escuelas secundarias de la ciudad de Nueva York y a las escuelas primarias de Boston. Describiendo el dinamismo del diseño del mercado, Roth sugiere que "a medida que cambian las condiciones del mercado, el comportamiento de las personas cambia las reglas, se descartarán las no operativas y se crearán nuevas reglas ". 

### Casos de estudio en teoría de juegos
El documento de 1984 de Roth sobre el Programa nacional de emparejamiento de médicos residentes (NRMP) destacó el sistema diseñado por John Stalknaker y F. J. Mullen en 1952. El sistema se basó en fundamentos teóricos introducidos independientemente por David Gale y Lloyd Shapley en 1962. Roth demostró que el NRMP era estable y a prueba de estrategia para los residentes no casados, pero se propuso estudiar en el futuro la cuestión de cómo hacer coincidir eficientemente a las parejas casadas.
En 1999 Roth rediseñó el programa para asegurar colaboraciones de médicos residentes estables, incluso con parejas casadas.

### Sistema de escuelas públicas de la ciudad de Nueva York
Roth más tarde ayudó a diseñar la oferta de plazas a los estudiantes de las escuelas públicas secundarias de la ciudad de Nueva York para los estudiantes de primer año entrantes. Anteriormente, el distrito escolar hacía que los estudiantes enviaran por correo una lista de sus cinco escuelas preferidas en orden de clasificación, y luego enviaba una fotocopia de esa lista a cada una de las cinco escuelas. Como resultado, las escuelas podrían decir si los estudiantes los enumeraban como su primera opción. Esto significó que algunos estudiantes realmente tenían la opción de elegir una escuela, en lugar de cinco. También significaba que los estudiantes tenían un incentivo para esconder sus verdaderas preferencias. Roth y sus colegas Atila Abdulkadiroğlu y Parag Pathak propusieron que el algoritmo de aceptación diferida propuesto por David Gale y Lloyd Shapley para los estudiantes en 2003 era aceptable. La junta escolar aceptó la medida como el método de selección para los estudiantes de la escuela pública de la ciudad de Nueva York.

### El sistema de escuelas públicas de Boston
Trabajando con Atila Abdulkadiroglu, Parag A. Pathak y Tayfun Sonmez, Roth presentó una medida similar al sistema de escuelas públicas de Boston en 2003. El sistema de Boston daba tanta preferencia a la primera opción de un solicitante que un estudiante que no era aceptado en su primera o en la segunda opción era probable que no se le igualara ninguna escuela de su lista y se le asignara administrativamente a las escuelas que tenían vacantes. Algunos padres de Boston habían reconocido informalmente esta característica del sistema y habían desarrollado listas detalladas para evitar que sus hijos fueran asignados administrativamente. Boston celebró audiencias públicas sobre el sistema de selección de escuelas y, finalmente, en 2005 se decidió por el algoritmo de aceptación diferida propuesto por David Gale y Lloyd Shapley.

### Programa de Nueva Inglaterra para el intercambio de riñones
Roth es el fundador del Programa de Nueva Inglaterra para el intercambio de riñones, junto con Tayfun Sonmez y Utku Unver, que contiene un registro y un programa de emparejamiento que combina donantes y receptores renales compatibles.
El programa fue diseñado para operar principalmente mediante el uso de dos pares de donantes incompatibles. Cada donante era incompatible con su pareja, pero podía ser compatible con otro donante que era igualmente incompatible con su pareja. Francis Delmonico, un cirujano de trasplantes en la Facultad de Medicina de Harvard, describe una situación típica:
```
"El intercambio de riñones permite el trasplante donde de otro modo no se puede lograr. Supera la frustración de un obstáculo biológico para el trasplante. Por ejemplo, una esposa puede necesitar un riñón y su esposo puede querer donar, pero tienen una incompatibilidad del tipo de sangre que hace imposible la donación. Ahora pueden hacer un intercambio. Y lo hemos hecho. Ahora estamos trabajando en un intercambio de tres vías."
```

Debido a que la Ley Nacional de Trasplantes de Órganos prohíbe la creación de contratos vinculantes para el trasplante de órganos, los pasos en el procedimiento tuvieron que realizarse más o menos simultáneamente. Dos pares de pacientes significan cuatro salas de operaciones y cuatro equipos quirúrgicos que actúan en concierto entre sí. Los hospitales y profesionales de la comunidad de trasplantes consideraron que la carga práctica de tres intercambios por parejas sería demasiado grande. Si bien el trabajo teórico original descubrió que se llegaría a una "frontera eficiente" con intercambios entre tres pares de donantes incompatibles, se determinó que los objetivos del programa no se sacrificarían al limitar los intercambios a pares de donantes incompatibles. En abril de 2008 se realizó un intercambio renal de 12 personas (seis donantes y seis receptores).

## Vida personal
Roth está casado y tiene dos hijos. Su hijo mayor, Aaron Roth, es profesor de informática en la Universidad de Pensilvania. A partir de 2015, su hijo menor, Ben Roth, está graduado en economía en el MIT. 

## Publicaciones
- 1979. Axiomatic Models of Bargaining, Lecture Notes in Economics and Mathematical Systems. Springer Verlag.
- 1985. Game-Theoretic Models of Bargaining", (editor) Cambridge University Press, 1985.
- 1987. Laboratory Experimentation in Economics: Six Points of View. (editor) Cambridge University Press. (Chinese translation, 2008)
- 1988. The Shapley Value: Essays in Honor of Lloyd S. Shapley. (editor) Cambridge University Press.
- 1990. Two-Sided Matching: A Study in Game-Theoretic Modeling and Analysis. With Marilda Sotomayor. Cambridge University Press.
- 1995. Handbook of Experimental Economics. Edited with J.H. Kagel. Princeton University Press.
- 2001. Game Theory in the Tradition of Bob Wilson. Edited with Bengt Holmstrom and Paul Milgrom.
- 2015. Who Gets What and Why. Eamon Dolan/Houghton Mifflin Harcourt.